# Knutange
Knutange (fràncic lorenès Knéiténg) és un municipi francès situat al departament del Mosel·la i a la regió del Gran Est. L'any 2007 tenia 3.437 habitants.

## Demografia

### Població
El 2007 la població de fet de Knutange era de 3.437 persones. Hi havia 1.424 famílies, de les quals 508 eren unipersonals (213 homes vivint sols i 295 dones vivint soles), 316 parelles sense fills, 451 parelles amb fills i 149 famílies monoparentals amb fills.
La població ha evolucionat segons el següent gràfic:
Habitants censats

### Habitatges
El 2007 hi havia 1.607 habitatges, 1.470 eren l'habitatge principal de la família, 7 eren segones residències i 130 estaven desocupats. 638 eren cases i 911 eren apartaments. Dels 1.470 habitatges principals, 772 estaven ocupats pels seus propietaris, 671 estaven llogats i ocupats pels llogaters i 26 estaven cedits a títol gratuït; 100 tenien una cambra, 179 en tenien dues, 277 en tenien tres, 370 en tenien quatre i 544 en tenien cinc o més. 771 habitatges disposaven pel capbaix d'una plaça de pàrquing. A 622 habitatges hi havia un automòbil i a 447 n'hi havia dos o més.

### Piràmide de població
La piràmide de població per edats i sexe el 2009 era:
| Homes | Edats   | Dones |
| ----- | ------- | ----- |
| 0     | 95 o +  | 0     |
| 4     | 90 a 94 | 8     |
| 8     | 85 a 89 | 24    |
| 8     | 80 a 84 | 40    |
| 72    | 75 a 79 | 108   |
| 60    | 70 a 74 | 92    |
| 88    | 65 a 69 | 68    |
| 112   | 60 a 64 | 88    |
| 100   | 55 a 59 | 92    |
| 100   | 50 a 54 | 104   |
| 116   | 45 a 49 | 164   |
| 120   | 40 a 44 | 112   |
| 116   | 35 a 39 | 124   |
| 116   | 30 a 34 | 148   |
| 148   | 25 a 29 | 116   |
| 116   | 20 a 24 | 120   |
| 140   | 15 a 19 | 128   |
| 128   | 10 a 14 | 132   |
| 80    | 5 a 9   | 132   |
| 148   | 0 a 4   | 68    |

## Economia
El 2007 la població en edat de treballar era de 2.260 persones, 1.530 eren actives i 730 eren inactives. De les 1.530 persones actives 1.288 estaven ocupades (735 homes i 553 dones) i 242 estaven aturades (104 homes i 138 dones). De les 730 persones inactives 186 estaven jubilades, 249 estaven estudiant i 295 estaven classificades com a «altres inactius».

### Ingressos
El 2009 a Knutange hi havia 1.407 unitats fiscals que integraven 3.329,5 persones, la mediana anual d'ingressos fiscals per persona era de 14.884 €.

### Activitats econòmiques
Dels 109 establiments que hi havia el 2007, 6 eren d'empreses alimentàries, 2 d'empreses de fabricació d'altres productes industrials, 8 d'empreses de construcció, 25 d'empreses de comerç i reparació d'automòbils, 4 d'empreses de transport, 17 d'empreses d'hostatgeria i restauració, 4 d'empreses financeres, 8 d'empreses immobiliàries, 7 d'empreses de serveis, 17 d'entitats de l'administració pública i 11 d'empreses classificades com a «altres activitats de serveis».
Dels 29 establiments de servei als particulars que hi havia el 2009, 1 era una comissaria de policia, 1 oficina de correu, 1 una oficina bancària, 1 funerària, 3 tallers de reparació d'automòbils i de material agrícola, 1 taller d'inspecció tècnica de vehicles, 1 autoescola, 1 guixaire pintor, 3 fusteries, 3 lampisteries, 5 perruqueries, 5 restaurants, 1 agència immobiliària, 1 tintoreria i 1 saló de bellesa.
Dels 16 establiments comercials que hi havia el 2009, 1 era un hipermercat, 3 botiges de menys de 120 m², 5 fleques, 1 una peixateria, 1 una llibreria, 1 una sabateria, 1 una botiga de mobles, 1 una botiga de material de revestiment de parets i terra, 1 una perfumeria i 1 una joieria.

## Equipaments sanitaris i escolars
Els 2 equipaments sanitaris que hi havia el 2009 eren farmàcies.
El 2009 hi havia 2 escoles maternals i 2 escoles elementals.

## Poblacions més properes
El següent diagrama mostra les poblacions més properes.